# Magyar Pedagógia (folyóirat)
Magyar Pedagógia, korábban Magyar Paedagogia: a Magyar Paedagogiai Társaság, 1961-től az MTA Pedagógiai Bizottságának folyóirata. Az 1892-től megjelenő, de 1947 és 1961 között politikai okokból szünetelő folyóirat neveléstudományi folyóirat-irodalmunk legrégibb és legrangosabb lapja. A száz év során többször változott ugyan a lap pedagógiai iránya, de közleményeinek tekintélyes része mindig magas színvonalú volt. Az elsősorban elméleti kérdésekkel foglalkozó folyóirat igényes tanulmányaival, gazdag s kritikus könyvismertetéseivel alapvetően befolyásolta a neveléstudomány alakulását. Szerzői, szerkesztői mindig az adott kor ismert, rangos képviselői voltak.

## Szerkesztői
- Csengery János (1892-1895)
- Négyesy László (1896-1899)
- Kovács János (1900-1907)
- Weszely Ödön és Fináczy Ernő (1907-1912)
- Imre Sándor és  Fináczy Ernő (1913-1918)
- Nagy József Béla, Fináczy Ernő és Imre Sándor (1919-1921)
- Nagy József Béla és Fináczy Ernő (1922-1924)
- Nagy József Béla (1925-1938)
- Kornis Gyula, Pintér Jenő és Nagy József Béla (1938-1939)
- Kornis Gyula, Prohászka Lajos és Gyulai Ágost (1940-1943)
- Prohászka Lajos és Faragó László (1944-1947)
- Nagy Sándor (1961-1985)
- Köte Sándor (1986-1990)
- Csapó Benő (1991-2023)

1949-1950-ben a Országos Neveléstudományi Intézet adott ki Magyar Pedagógia címmel Mérei Ferenc szerkesztésével azonos nevű, de az előbbitől teljesen független lapot. - Közel azonos szakrendi csoportosításban rendszerezi Tettamanti Béla és Márer Erzsébet az 1892-1931 közötti időszak anyagát (Szeged, 1933.), ill. ennek a folytatásaként Tóth Gábor az 1932-1950 közötti időszak cikkeit. (Tanulmányok a neveléstudomány köréből 1962. Budapest, 1963. 415-583.). A teljes időszak anyagát évenkénti bontásban (név- és tárgymutatóval kiegészítve) közli: Csapó Benő-Pukánszky Béla: A Magyar Pedagógia első száz évének repertóriuma. Magyar Pedagógia, 1993. különsz.”

## Vitatott kérdések
A Magyar Paedagogia lap 1948/1949-ben történő megszűnésének körülményei történetileg szorosan összekapcsolódtak a Magyar Paedagogiai Társaság feloszlatásának eseményeivel. A Magyar Paedagogiai Társaság 1946. május 18-án megtartott 52. nagygyűlésén, illetve 1. közgyűlésén az alapszabályt módosító és tisztújító vitákban hangsúlyosan szerepelt a Társaságnak valamint lapjának megnevezése. 1945 után, a Társaság újjáalakuló nagygyűlésén/közgyűlésén a „Paedagogiai Társaság” illetve „Magyar Paedagogia” névforma mellett döntöttek. Így történt a lap megnevezése mindaddig, amíg 1948-tól nem erősödtek fel azok a támadások, amelyek a Társaság működése ellen, különösen Prohászka Lajos, a Társaság elnöke ellen jelentkeztek.
A Társaság 1950-ben történt feloszlatásának körülményei, vitái között jelentős szerepet kapott a Magyar Paedagogia szerkesztésének, és kiadásának kérdése. A Magyar Paedagogia című lap 1948-as évfolyamának elmaradása után az 1949-ben, illetve az 1950-ben megjelentett Magyar Pedagógia című folyóirat 1-1 számával nem tekinthető jogutódjának az 1892-ben a Magyar Paedagogiai Társaság lapjaként elindított és 1947-ig e Társaság lapjaként megjelent folyóiratnak. (Ezt állapította meg Mészáros István is a Magyar Paedagogia/Magyar Pedagógia folyóiratokról publikált tanulmányában.) Hasonlóan kétséges  az 1961-ben indított Magyar Pedagógia folyóirat jogfolytonosságát állítani az 1947-ben megszűnő Magyar Paedagogia folyóirattal. Az 1961-ben indított Magyar Pedagógia szerkesztői – kijelentéseken és a folyóirat számozásán kívül – történeti érvekkel nem igazolták az 1892 és 1947 között megjelenő Magyar Paedagogia és az 1961-től napjainkban is kiadott Magyar Pedagógia folyóiratok közötti folytonosságot.

## Ismert munkatársai
- Juba Adolf